# Молдовська прогресивна партія
Молдовська прогресивна партія — політична партія в Молдовській Демократичній Республіці, що існувала між 1917 і 1918 роками. Партію заснував Еманоїл Кателлі, віце-президентом був Матей Донічі.